# Błoty
Błoty, Błoty Wielkie (biał. Балата, Bałata; ros. Болота, Bołota) – wieś na Białorusi, w obwodzie brzeskim, w rejonie kobryńskim, w sielsowiecie Kisielowce. W 2009 roku liczyła 417 mieszkańców.
W latach 1921–1928 wieś należała i była siedzibą gminy Błoty.
W miejscowości stoi drewniana parafialna cerkiew prawosławna św. Paraskiewy Piatnickiej z 1885 roku oraz drewniany wiatrak.